# Brabantse Pijl 1998
De 38e editie van de Brabantse Pijl (Frans: Fleche Brabançonne) vond plaats op zondag 29 maart 1998. Johan Museeuw won deze eendaagse Belgische wedstrijd door Germano Pierdomenico en Michael Boogerd in de slotfase af te troeven. Een dag eerder had 'De Leeuw van Vlaanderen' ook al de E3 Harelbeke, de traditionele opening van de Vlaamse Wielerweek, op zijn naam geschreven. De koers ging over een afstand van 193 kilometer, met de start en de finish in Alsemberg. In totaal gingen 191 renners van start, van wie er 58 de eindstreep wisten te bereiken.

## Uitslag
| Brabantse Pijl 1998 |                      |                     |          |
| Plaats              | Naam                 | Ploeg               | Tijd     |
| Winnaar             | Johan Museeuw        | Mapei-Bricobi       | 4u15'50" |
| 2                   | Germano Pierdomenico | Cantina Tollo       | + 5"     |
| 3                   | Michael Boogerd      | Rabobank            | + 12"    |
| 4                   | Wilfried Peeters     | Mapei-Bricobi       | + 1' 10" |
| 5                   | Marco Serpellini     | Brescialat-Liquigas | + 1' 19" |
| 6                   | Davide Casarotto     | Scrigno-Gaerne      | + 1' 36" |
| 7                   | Christophe Mengin    | Française des Jeux  | + 2' 32" |
| 8                   | Lauri Aus            | Casino              | + 3' 48" |
| 9                   | Nicolai Bo Larsen    | TVM-Farm Frites     | z.t.     |
| 10                  | Massimiliano Mori    | Saeco-Cannondale    | z.t.     |

1961 · 1962 · 1963 · 1964 · 1965 · 1966 · 1967 · 1968 · 1969 · 1970 · 1971 · 1972 · 1973 · 1974 · 1975 · 1976 · 1977 · 1978 · 1979 · 1980 · 1981 · 1982 · 1983 · 1984 · 1985 · 1986 · 1987 · 1988 · 1989 · 1990 · 1991 · 1992 · 1993 · 1994 · 1995 · 1996 · 1997 · 1998 · 1999 · 2000 · 2001 · 2002 · 2003 · 2004 · 2005 · 2006 · 2007 · 2008 · 2009 · 2010 · 2011 · 2012 · 2013 · 2014 · 2015 · 2016 · 2017 · 2018 · 2019 · 2020 · 2021 · 2022 · 2023 · 2024